# Rhaphuma binotata
Rhaphuma binotata är en skalbaggsart som beskrevs av Hua 1985. Rhaphuma binotata ingår i släktet Rhaphuma och familjen långhorningar.
Artens utbredningsområde är Laos. Inga underarter finns listade i Catalogue of Life.